# Jill Shaw
Jill Shaw, artiestennaam van Jill Van Vooren (26 april 1995), is een Vlaamse singer-songwriter. Ze werd bekend als deel van het duo Jill & Lauren, dat België vertegenwoordigde op het Junior Eurovisiesongfestival 2010 met het lied Get up!.
Na de deelname aan het festival ging ze solo. Haar eerste single, Summer Sucks, werd in 2012 een zomerhit in Vlaanderen, waarmee ze acht weken de Ultratop haalde. Daarna bracht ze nog (zelfgeschreven) muziek uit, maar geen enkele single haalde nog de hitlijsten.
Van Vooren studeerde in 2013 af aan de kunsthumaniora en volgde daarna een hogere opleiding muziek.
Van Vooren begon ook een eigen modemerk, Shaw geheten.
In 2021 was ze te zien als kandidaat in The Voice van Vlaanderen, waar ze gecoacht werd door Koen Wauters. Ze haalde het tot de eerste liveshow.

## Discografie
| Single met hitnotering(en) in de Vlaamse Ultratop 50 | Datum van verschijnen | Datum van binnenkomst | Hoogste positie | Aantal weken | Opmerkingen |
| ---------------------------------------------------- | --------------------- | --------------------- | --------------- | ------------ | ----------- |
| Summer Sucks                                         | 2012                  | 28-07-2012            | 23              | 8            |             |
| Paint The Town Red                                   | 2012                  | 03-11-2012            | tip 30          |              |             |
| All For You                                          | 2013                  | 16-03-2013            | tip 24          |              |             |